# Celebration Park
Celebration Park est une exposition multi-support de Pierre Huyghe préparée en 2005 et présentée au Musée d'art moderne de la ville de Paris et la Tate Modern à Londres entre février et septembre 2006.
Cette exposition prend la forme d'un parcours déconcertant car ne respectant pas les règles d'exposition que sont l'unité de lieu, de contenu et de temps. En effet, les œuvres présentées dans l'exposition n'ont pas d'unité évidente, le travail de l'artiste expérimente sans cesse de nouvelles possibilités spatiales et temporelles de présentation des œuvres en remettant en cause les codes jusqu'alors établis. 

## Les œuvres deCelebration park
(Pierre Huygue a conçu l'exposition Celebration Park en référence à son idée de construire un parc en prenant pour modèle l'Exposition universelle.)
- Gates, 2006

Les portes  automatiques monumentales, qui durant les Prologue étaient disposées aux limites du musée, sont intégrées pleinement à l'exposition. Elles se déplacent selon des courbes, à une bonne distance du sol. Ainsi l'œuvre questionne les notions d'intérieur et d'extérieur et plus généralement celle d'espace.
- This is not a time for dreaming, 2004, Spectacle musical pour marionnettes et film super 16 mm transféré sur Béta Digital, 24 min.

Ce film est conçu à partir d'un spectacle de marionnettes mettant en scène alternativement l'architecte Le Corbusier lorsqu'il construit le Carpenter Center for the Visual Arts à Harvard en 1965, et Pierre Huygue qui doit lui répondre à une commande passée pour cette même institution.
- A journey that wasn't, 2006, Film super 16 mm et HD vidéo transférés en HD vidéo

Ce film est monté à partir des images réalisées pendant deux expériences artistiques liées l'un à l'autre :
1. en février 2005, Pierre Huygue part avec d'autres artistes en Antarctique à la recherche d'une nouvelle île dans une zone non cartographiée, où vivrait un animal unique
2. cette expédition donne lieu à la création d'un spectacle musical (Double negative) à New York sur la patinoire de Central Park. Un orchestre symphonique y joue une partition qui est la transposition sonore de la topographie de l'île découverte (L'île de l'oisiveté)

En parallèle à la projection du film, sont présentées deux œuvres :
1. Terra Incognita / Isla Ociosidad, 2006,

ne peut être qu'aperçu à travers un trou dans un mur : il s'agit d'une structure conçue par Pierre Huygue avec l’agence d'architectes R&Sie(n). Cette œuvre donne à voir un relief qui évoque celui de l'île découverte, incarnation de l'« ailleurs » possible.
1. One, 2006,

À côté de cette structure, est présenté un « animatronique » que l'on peut voir dans le film et qui représente l'idée de l'animal unique imaginé qui était une des motivations de l'expédition.
- Disclaimers, 2006,

il s'agit de slogans en tubes néon dessinés par M/M (Paris) qui sont visibles tout au long du parcours.
- One Year Celebration, 2003-2006

Il s'agit de posters accrochés au mur qui constitue un calendrier où chaque jour est un jour de célébration, célébration inventée par des artistes auxquels Pierre Huygue en a fait la demande. Cette œuvre propose ainsi une autre conception du temps avec ses particularités nouvelles.
- Dans la même pièce -dont une paroi est vitrée- que One Year Celebration, on trouve mille exemplaires d'un agenda empilés au milieu du sol. Il s'agit également d'une œuvre qui évoque le perception subjective du temps par chacun.